# Claus Daa (1640-1678)
 Der er flere personer med dette navn, se Claus Daa.
Claus Daa (10. november 1640 på Mattrup – 8. december 1678) var en dansk godsejer, søn af Oluf Daa til Holmegaard og fru Anne Brahe. 
Daa ejede Krengerup og Vedtoftegård (hvis navn han fik ændret til Brahesholm) på Fyn og forhandlede sig desuden i 1671 til en part i Næs i Jylland, som han, efter at have udløst sine medejere, 1673 fik bevilling til at kalde Daasborg. 
Daa synes at have været en meget svag karakter; som ugift lod han sig styre af sin dygtige søster, jomfru Christence Daa, og ved sit giftermål 1674 faldt han i hænderne på en overordentlig slet kvinde, Sophie Amalie Lindenov, datter af Hans Lindenov og Elisabeth Augusta, Christian IV's datter. 
Hendes fremtrædende egenskaber vare ryggesløshed og gerrighed, hvilke lidenskaber hun bedst mente at kunne tilfredsstille, når hun havde fået sin ægtefælle fjernet; for at nå dette mål overtalte hun en af sine elskere til at myrde ham, og efter aftale skød elskeren Daa, da ægteparret 8. december 1678 om aftenen kom kørende til Daasborg. 
På Daas ligkiste i Blenstrup Kirke lod hun blandt andet sætte disse ord: "og kaldede Vor Herre den salige Mand her paa Daasborg", uden at lade sig mærke med, hvad der foranledigede kaldelsen.